# Arco de Ugena
El Arco de Ugena, también conocido como Puerta de Ugena, es un monumento histórico ubicado en Illescas, en la provincia de Toledo, España. Este vestigio medieval es el único remanente de las murallas que rodeaban la villa en la Edad Media.

## Historia
Se cree que el Arco de Ugena fue construido a finales del siglo XI o principios del XII por mandato del rey Alfonso VI, quien recuperó Illescas para la cristiandad tras la Reconquista el año 1085. Esta muralla contaba con cinco puertas de acceso: Puerta de Madrid, Puerta de Toledo, Puerta de Talavera, Puerta del Sol y Puerta de Ugena.
A lo largo de los siglos, la muralla sufrió desperfectos debido a diversos conflictos, como las revueltas de Álvaro de Luna y la Guerra de las Comunidades. Para el siglo XVIII, apenas quedaban restos de la fortificación original. El aspecto actual del Arco de Ugena corresponde a una restauración realizada en 1995.

## Arquitectura
El Arco de Ugena presenta una planta cuadrada y está construido en ladrillo y mampostería, materiales característicos de la arquitectura mudéjar. En su cara norte, se encuentra un arco apuntado, mientras que en la cara sur se halla un arco de medio punto. Los otros dos costados, orientados al este y al oeste, están cerrados. Originalmente, el arco contaba con un adarve y una bóveda en su interior, elementos que han desaparecido con el tiempo.